# رویداد ۵۹۰۰ ساله

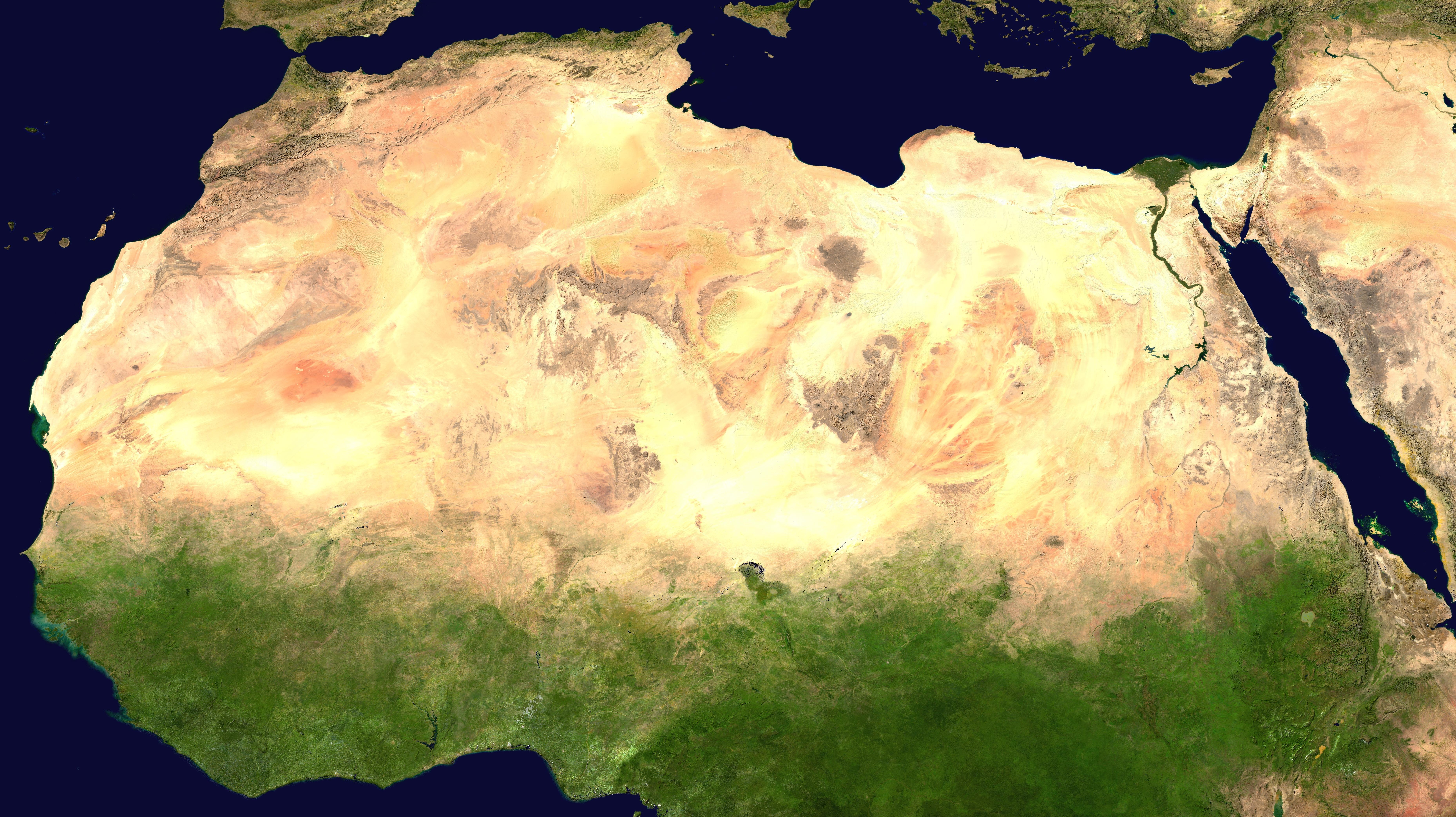
تصویر ماهواره‌ای از صحرای بزرگ آفریقا

رویداد ۵۹۰۰ ساله (انگلیسی: 5.9 kiloyear event) یکی از شدیدترین خشک‌شدگی‌های دورهٔ هولوسن بود که حدود ۳۹۰۰ (پ.م) (۵۹۰۰ سال پیش) اتفاق افتاد و به مرحله خیس هولوسین پایان داد.
یکی از نتایج این رویداد مهاجرت انسان‌ها به دره‌های رودخانه‌ای، از جمله مهاجرت ساکنان آفریقای مرکزی به اطراف نیل بود که ظهور یک گهواره تمدن در این منطقه را در پی داشت.
همچنین به این رویداد در نظریه پمپ صحرای بزرگ استناد می‌شود.

## تاثیر در آب و هوای منطقه
این رویدادها در مناطق دورافتاده مانند کوه‌های آندهای در مرکزی آمریکای جنوبی شناسایی شده اند.